# The Family Way
The Family Way és una pel·lícula de comèdia dramàtica britànica del 1966 sobre les dificultats maritals d'una parella de joves recent casats que comparteixen casa amb la família del marit. Basada en l'obra de Bill Naughton All in Good Time (1963), la pel·lícula va prendre vida el 1961 amb l'obra de televisió Honeymoon Postponed.
La pel·lícula fou produïda i dirigida per John Boulting i Roy Boulting, i protagonitzada per John Mills i Hayley Mills, pare i filla respectivament. El propi Naughton va adaptar l'obra.

## Argument
Després del casament de Jenny Piper i Arthur Fitton, té lloc un ressopó en un pub local. La parella torna a la casa dels Fittons per passar la primera nit junts, abans de marxar de lluna de mel a Mallorca. Però troben el pare d'Arthur, Ezra, begut amb convidats de la festa a la sala d'estar. Arthur discuteix amb Ezra, que no entén el plaer del seu fill per la lectura i la música. Després d'una tensa nit, els recent casats es retiren. Però el llit s'esfondra arran d'una broma. Jenny se'n riu, però Arthur s'imagina que està rient d'ell i no és capaç de consumar el seu matrimoni. Arthur assegura a Jenny que tot estarà bé a Mallorca, però l'endemà, la parella descobreix que l'agent de viatges que els va vendre els bitllets ha fugit amb els diners.
Com que no poden tenir casa pròpia, Jenny i Arthur han de continuar vivint a la concorreguda casa dels Fittons amb els pares d'Arthur i el seu germà Geoffrey, on la falta de privacitat agreuja el malestar d'Arthur. Passen els dies i la tensió entre els joves esposos és constant, sobretot perquè Arthur treballa de nit com a projeccionista i Jenny treballa durant el dia. Jenny comença a sortir amb Geoffrey, que la fa avançar. A petició de Jenny, Arthur visita un conseller matrimonial, però el que explica és escoltat pels xafarders del poble que difonen la història. Finalment, Jenny parla amb la seva mare i els pares de Jenny visiten els pares d'Arthur per parlar-ne. Lucy recorda als Pipper com Ezra va portar al seu amic d'infància Billy amb ells a la seva lluna de mel i que va passar més temps amb Billy que amb ella. Jenny també confia en el seu oncle Fred que respon que el problema d'Arthur es resoldria probablement si ella i Arthur visquessin a casa seva en lloc de la del pare d'Arthur. Quan Joe Thompson, conscient de les xafarderies, es burla d'Arthur i s'ofereix a satisfer les necessitats matrimonials de Jenny, un Arthur enfurismat el colpeja i després torna a casa per renyara Jenny per divulgar els seus assumptes privats. Arthur i Jenny es barallen, però això desemboca en el sexe, que el senten els xafarders al jardí sota la finestra oberta d'Arthur.
La parella descobreix que la British Travel Agents Association els està reemborsant i es preparen per a una lluna de mel tardana a Blackpool. Abans de marxar, Arthur, animat per la seva mare, demana ajuda al seu pare per desembossar un pagament inicial d'una casa. Ezra hi està d'acord, desitjós de construir una millor relació amb Arthur.

## Antecedents
Bill Naughton va escriure una peça de televisió per l'Armchair Theatre de l'ABC titulada Honeymoon Postponed, que fou emesa el 1961. The Observer la va anomenar "una viva, gairebé restaurada, comèdia de la classe treballadora de Lancashire."
Naughton la va adaptar a una obra que es va estrenar el 1963, amb Bernard Miles interpretant el pare. Fou representada durant sis setmanes al experimental Mermaid Theatre de Londres, després es va traslladar a una casa comercial, on va estar durant tres mesos. Els crítics de dramatúrgia londinencs li van concedir el Best New Play de 1962–63. Naughton va vendre els drets de cinema i teatre nord-americans per 100.000 dòlars, cosa que li va permetre convertir-se en escriptor a temps complet.
David Susskind va comprar els drets per produir l'obra a Amèrica i Eric Portman va ser escollit com a pare. Tanmateix, Portman no va poder interpretar el paper.
L'obra va debutar a Broadway el 1965 amb Donald Wolfit interpretant el pare. Susskind la va produir amb Daniel Melnick i Joseph E. Levine en associació amb els germans Boulting, que havien de fer la versió cinematogràfica. Fou clausurada després de només 21 actuacions.

## Producció

### Desenvolupament
John Mills va assistir a la nit d'estrena de l'obra al Mermaid Theatre. Després de la representació, es va dirigir a l'escenari a la recerca dels drets del cinema com a vehicle per a ell i la seva filla Hayley, però va descobrir que ja els havien promès als Boultings.
El juliol del 1963, es va anunciar que David Susskind faria una pel·lícula de l'obra com a coproducció amb els germans Boulting, amb John de productor i Roy dirigint. Boulting escrivia un guió amb Naughton i Susskind i esperava que Peter Sellers, que havia fet diverses pel·lícules amb els Boultings, interpretés el pare. ls Boultings es van centrar aleshores en la realització de Rotten to the Core.
La pel·lícula fou finançada per British Lion Films i els mateixos Boulting. Va ser l'única pel·lícula realitzada a Gran Bretanya en un període de dotze mesos finançada completament amb capital britànic.

### Casting
Els Boulting contactaren amb John Mills quan aquest estava fent King Rat a Hollywood i li oferiren el paper del pare. "Ho diria comèdia amb intenció seriosa", va dir Mills, que va dir del seu paper "la millor part que he tingut des de Hobson's Choice."
Hayley Mills fou seleccionada com a núvia. Va dir del seu paper "la part més meravellosa ... no més parts de noies escolars a menys que el personatge sigui absolutament fascinant." Mills va considerar la pel·lícula "una resposta a la generació britànica esbojarrada."
Hywel Bennett fou seleccionat després que John Boulting el veiés en l'obra A Smashing Time. "No buscàvem un desconegut a propòsit", va dir Roy Boulting, "però sobretot algú que tingués l'aspecte de sensibilitat i masculinitat."

### Rodatge
La pel·lícula es va rodar a la ciutat natal de Naughton, Bolton, així com a Rochdale i Slough. Algunes escenes interiors es van filmar als Estudis Shepperton.
John Mills va escriure més tard a les seves memòries que "durant la primera mitja hora al plató del rodatge del primer matí, sabia que anava a gaudir. Roy no sols era un tècnic excel·lent, sinó que era pro- i no antiactor. La direcció era útil i sensible. Tots ens sentíem perfectament segurs entre les seves mans i personalment li dec molt de l'èxit final d'Ezra i, de fet, tota la pel·lícula."
Hayley Mills va fer una escena nua a la pel·lícula, que va rebre molta publicitat. La va considerar "una part molt integral de la pel·lícula ... tot es va manejar amb molt de tacte." Mills també es va enamorar de Roy Boulting, encara que estava casat. Els dos després es van fer parella i es van casar.

### Música
La banda sonora fou composta per Paul McCartney, que encara era membre de The Beatles, i produïda per George Martin.

## Estrena
La pel·lícula es va estrenar a Londres el 18 de desembre de 1966. La pel·lícula es va estrenar en vídeo el 24 de febrer de 1989.
La pel·lícula va continuar sent un èxit crític i financer al Regne Unit. A l'octubre de 1967, John Boulting va afirmar que va ser la pel·lícula britànica de més èxit realitzada l'any anterior.
L'escena de nu va provocar que la pel·lícula rebés una qualificació de "condemnada" per la Catholic Film Office.

### Recepció crítica
Variety va escriure "Hayley Mills fuig de la seva imatge Disney com la jove núvia, fins i tot amb una escena despullada. Bennett és excel·lent com el jove nuvi sensible. Però són les mans veteranes que mantenen la pel·lícula flotant en una onada de diversió, sentiment i simpatia. John Mills està de primera en el personatge del pare buf que no pot entendre el seu fill i produeix la vulgaritat de l'home de classe treballadora sense obviar-ho. Avril Angers com la mare àcida de la noia i John Comer com el seu marit, són igualment eficaços, però la millor actuació prové de Marjorie Rhodes com l'astuta i comprensiva esposa de John Mills."